# Torsendifferential
Torsendifferential är en förkortning från det engelska (TORque SENsing), och är en typ av differentialväxel som utnyttjar den höga glidfriktionen hos en skruvväxel som differentialbroms. Den har därför få rörliga delar, är slitstark och kan byggas tämligen kompakt. En torsendifferential sitter på kardanaxeln som förbinder fram och bakaxel, bland annat på vissa Audi-bilar.
En torsendifferential lämpar sig väl för körning i halt väglag eller lätt terräng, men för terrängbilar krävs i regel en differentialspärr, varför en del av finessen med torsendifferentialen försvinner för denna typ av bilar.